# Kantonspolizei Solothurn
Die Kantonspolizei Solothurn ist die Polizei des Kantons Solothurn. Zu ihren Aufgaben gehören das Verhüten von Unfällen und Straftaten, das Aufrechterhalten der öffentlichen Sicherheit und Ordnung, die Verfolgung von Straftaten, die Gewährleistung der Sicherheit im Strassenverkehr, die Unterstützung der Behörden sowie die erste Hilfe bei Katastrophen im Kanton. Sie beschäftigt rund 500 Personen im Polizeidienst.

## Organisation
Der Kanton ist in fünf Polizeiregionen aufgeteilt. Darin unterhält die Kantonspolizei Solothurn insgesamt 17 Polizeiposten als Anlaufstelle für die Bevölkerung. Das Kommando befindet sich in Solothurn. Das Korps ist in eine Sicherheits-, eine Kriminal- und in eine Kommando-Abteilung gegliedert. Hinzu kommen Sondergruppen, die zur Unterstützung der ordentlichen Fachdienste beigezogen werden und sich aus Spezialisten der einzelnen Abteilungen zusammensetzen.
Die Polizisten werden an der Interkantonalen Polizeischule (IPH) in Hitzkirch ausgebildet. Nach Abschluss der Polizeischule werden sie der Sicherheits-Abteilung zugeteilt, wo sie sich allmählich in ihren Beruf einleben. Während und nach der Ausbildung können Polizisten in anderen Polizeikorps Praktika absolvieren, unter anderem, um ihre Fremdsprachenkenntnisse zu vervollständigen. Auch Praktika in verschiedenen Fach- und Sachgebieten erweitern das Allgemeinwissen. Nach mehrjähriger Diensterfahrung bei der Sicherheits-Abteilung besteht die Möglichkeit einer Spezialisierung innerhalb einer der drei Abteilungen.

## Sicherheitslage im Kanton Solothurn
Der Kanton Solothurn steht vor erheblichen Herausforderungen im Bereich der öffentlichen Sicherheit. Die Kriminalitätsstatistik für das Jahr 2023 zeigt einen wachsenden Trend.
- Insgesamt wurden 24.308 Straftaten gemeldet, was einem Anstieg von 14,3 % gegenüber dem Vorjahr entspricht[4]
- Die Vermögensdelikte stiegen um 18 % auf 14.295 Fälle, der höchste Wert seit Einführung der Polizeilichen Kriminalstatistik im Jahr 2008[5]
- Besonders auffällig war der Anstieg von Diebstählen aus Fahrzeugen und Fahrzeugaufbrüchen um 132 %[6][4]

### Herausforderungen
- Personalmangel bei der Polizei: In Solothurn kommen 608 Einwohner auf einen Polizisten, deutlich über dem Schweizer Durchschnitt von 466 Einwohnern pro Polizist[7]
- Zunahme von Serientätern: 2023 waren 84 Personen für jeweils mehr als 10 Straftaten verantwortlich, verglichen mit 48 solchen Fällen im Jahr 2022[4]
- Konzentration der Kriminalität in städtischen Gebieten: Die Städte Solothurn und Olten verzeichnen die höchsten Kriminalitätsraten im Kanton[4]

### Massnahmen und Strategien
Die kantonalen Behörden ergreifen Schritte zur Verbesserung der Sicherheitslage:
- Optimierung der Zusammenarbeit zwischen verschiedenen Abteilungen und Behörden[5]
- Erhöhung der Festnahmen und Inhaftierungen (1.641 im Jahr 2023 gegenüber 1.432 im Jahr 2022)[5]
- Bildung einer interdepartementalen Arbeitsgruppe zur Bekämpfung von Menschenhandel und Arbeitsausbeutung[8]